# 星川皇子の乱
星川皇子の乱（ほしかわのみこのらん）は、雄略天皇23年（推定479年）に星川稚宮皇子が吉備上道臣一族の支援の元に、天皇亡き後の皇位継承をめぐって起こした政変である。

## 概要
雄略天皇23年8月、雄略天皇は星川皇子の性格を問題視し、皇子による皇位簒奪を防ぐようにと大伴室屋と東漢掬直（都加使主）に遺詔した。これに対し、天皇の妃の一人であった吉備稚媛は我が子である星川皇子をそそのかし、ひそかに「天下の位に登ろうとするなら、大蔵の官（つかさ）をおさえなさい」と言った。皇子は母親の助言に従い、諸国からの貢納物を収納する大蔵を占領し、官物を浪費した。
室屋と掬は、先帝の遺詔に従い、大蔵を軍兵で取り囲み、放火して、星川皇子・稚媛・吉備上道兄君・城丘前来目（き の おかさき の くめ）らを焼き殺した。このとき、河内三野県主小根（こうち の みの の あがたぬし おね）はからくも脱出に成功し、草香部吉士漢彦（くさかべ の きし あやひこ）の脚に抱きついて、室屋に命乞いをして許された。小根は謝礼として、田地を室屋と漢彦に贈与したという。
この兵乱に際して、吉備本国の吉備上道臣は、一族の血を引く皇子を救おうと船師（ふないくさ）40艘を率いて来援しようとしたが、皇子の焼死を聞き、引き返してしまった。皇太子であった清寧天皇は、この行動を叱責して、上道臣の支配する山部を奪った、という。
事態が収拾され、臣・連らを引き連れて、室屋は神器を皇太子に奉った。

## 考証
この王位簒奪劇は吉備上道田狭の反乱と含めて、大伴氏の氏族伝承によるものと推定される。
吉備氏がこのような反乱を起こした背景には、吉備勢力が瀬戸内海の水運をおさえ、朝鮮半島との独自の関係を築いたこと、中国山地の鉄資源を資本として、大王勢力と結びつき、古墳時代中期に大躍進を遂げたことがあげられる。
同時に大和政権に部民制の拡大を強要され、半島への外征軍への動員を通じて、圧迫の度合いが激しくなってきていた矢先、大王の不在という政治的空白に乗じて、王位継承そのものに関与しようとした、ということである。
だが、結果として、大和政権の権力に屈服させられることになり、吉備勢力下に部民制の拡大をもたらすこととなった。
そのことは、同時期に造営されたとみられる両宮山古墳・宿寺山古墳からも見ることができる。両古墳は、それぞれ206メートル、120メートルの墳丘を持つ前方後円墳であるが、造山古墳および作山古墳よりも規模が縮小されており、吉備勢力の分裂と弱体化を物語っている。
かくして、吉備勢力は天皇への忠誠を誓うことで地方首長として再生することとなった。

## 吉備尾代の蝦夷征伐
同年、吉備本国では、以下のような事態が発生していた。
吉備臣尾代は、征新羅将軍に任命されて、出征の途中で故郷に立ち寄った。そこへ、雄略天皇崩御の報が伝わり、尾代の配下の五百の蝦夷たちは付近の郡を侵寇した。家から戻ってきた尾代は娑婆水門（さばのみなと、備後国沼隈郡佐波村、現在の広島県福山市（元松永市）の海岸の一部）で蝦夷らと会戦したが、「あるものは踊り、あるものは伏し」て矢を避け、射倒すことができなかった。尾代は弦を鳴らして邪霊を追いはらい、何とか二隊を射殺すことはできたが、矢は尽き果ててしまった。そこで、和歌を詠んで気分を一新し、刀で多くの蝦夷を斬り殺した。そして、追撃して、丹波の浦掛水門（現在の京都府京丹後市（元熊野郡）久美浜町浦明（うらけ））に追い詰め、ことごとく殺した、という。